# Wakaleo
Wakaleo es un género extinto de marsupial australiano que vivió durante el Mioceno Superior. Se han encontrado sus fósiles en Australia. Eran de tamaño mediano, midiendo aproximadamente 80 cm. Aunque eran más pequeños que su pariente cercano, el león marsupial (Thylacoleo carnifex), Wakaleo fue un exitoso cazador en su momento gracias a sus dientes especialmente diseñados para cortar y perforar. Tanto Wakaleo como Thylacoleo están con los emparentados cercanamente con los wómbats, que sin embargo tienen una dieta herbívora.